# 81 (liczba)
81 (osiemdziesiąt jeden) – liczba naturalna następująca po 80 i poprzedzająca 82.

## 81 w nauce
- liczba atomowa talu
- obiekt na niebie Messier 81
- galaktyka NGC 81
- planetoida (81) Terpsichore

## 81 w kalendarzu
81. dniem w roku jest 22 marca (w latach przestępnych jest to 21 marca). Zobacz też co wydarzyło się w roku 81.